# Життя забавами повне
«Життя забавами повне» — російський кінофільм 2001 року.

## Зміст
Безліч різних доль сплітаються в стінах однієї комунальної квартири, у важкий для країни час. Люди сваряться, намагаються «розв'язатися» і почати нове життя, але врешті-решт розуміють, що їм один без одного не жити.

## Ролі
| Актор              | Роль                           |
| ------------------ | ------------------------------ |
| Ірина Розанова     | Віра Миколаївна                |
| Володимир Симонов  | Сергій                         |
| Андрій Панін       | Віктор                         |
| Неллі Неведіна     | Лариса Василівна               |
| Роман Мадянов      | Едик, чоловік Лариси           |
| Лариса Удовиченко  | Ліра Валентинівна              |
| Юрій Кузнєцов      | Божок, чоловік Ліри            |
| Людмила Арініна    | Мар'яна Федорівна, мати Лариси |
| Володимир Кашпур   | Василь Юхимович, батько Лариси |
| Марина Могилевська | Тамара                         |
| Олександр Робак    | охоронець                      |
| Євген Чужой (Росс) | управдом                       |

## Цікаві факти
- У фільмі звучать вірші Володимира Соколова («Я втомився від двадцятого століття...») та Григорія Поженяна («Потрібно, щоб хтось кого -то любив... »). Останній вірш покладено на музику і виконане в кінці фільму Петра Тодоровського.

## Знімальна група
- Режисер — Петро Тодоровський
- Сценарист — Петро Тодоровський
- Продюсер — Мира Тодоровська
- Композитор — Петро Тодоровський